# Поздняков, Станислав Алексеевич
Станисла́в Алексе́евич Поздняко́в (род. 27 сентября 1973, Новосибирск) — советский и российский фехтовальщик на саблях и спортивный функционер. Президент Олимпийского комитета России (2018—2024). Член Исполкома Ассоциации национальных олимпийских комитетов (АНОК), руководитель Комиссии АНОК по образованию и культуре с декабря 2018 года, член Комиссии МОК по Олимпийской программе, член Исполнительного комитета Международной федерации фехтования с 2012 года.
Четырёхкратный олимпийский чемпион, 10-кратный чемпион мира, 13-кратный чемпион Европы, пятикратный обладатель Кубка мира, пятикратный чемпион России (в личных соревнованиях) по фехтованию на саблях. Заслуженный мастер спорта СССР (1992), Заслуженный мастер спорта России (1996). Полковник. В честь С.А. Позднякова построен фехтовальный центр в Новосибирске.

## Биография
Станислав Алексеевич Поздняков родился 27 сентября 1973 года в Новосибирске в семье Алексея Васильевича и Ольги Сергеевны Поздняковых. Отец — военный врач, мать — акушер-гинеколог. Осенью 1980 года в возрасте семи лет попал в секцию плавания, где прозанимался два года, а в 1982 году оказался в спортивной детско-юношеской школе олимпийского резерва по фехтованию ДСО «Спартак» (Новосибирск). Его наставником стал Борис Писецкий, под руководством которого спортсмен тренировался на протяжении всей дальнейшей карьеры.
В 1990 году поступил на факультет автоматизированных систем управления Новосибирского электротехнического института (ныне — факультет автоматики и вычислительной техники Новосибирского государственного технического университета). Был его студентом до 1996 года, после чего перевелся на факультет физической культуры Новосибирского государственного педагогического университета. Окончил его в 1999 году по специальности «преподаватель физической культуры». Обучался в аспирантуре данного вуза.
С 2005 по 2010 год — депутат Новосибирского областного совета народных депутатов, член фракции «Единая Россия».
С 2008 года — государственный, старший тренер сборной команды России по фехтованию (все виды оружия).
В 2009—2013 годах являлся вице-президентом Европейской конфедерации фехтования, возглавлял судейскую комиссию данной организации. С 2016 года является её президентом.
В 2009—2017 годах работал в качестве первого вице-президента Федерации фехтования России.
С 2012 года входит в состав исполнительного комитета Международной федерации фехтования.
В июле 2016 года вошёл в состав независимой комиссии ОКР по антидопинговым разбирательствам, а с декабря 2016 по март 2017 года являлся членом наблюдательного совета Российского антидопингового агентства (РУСАДА).
8 декабря 2016 года был избран первым вице-президентом ОКР, вошёл в состав исполкома данной организации.
В феврале 2018 года был руководителем делегации олимпийских атлетов из России на XXIII зимних Олимпийских играх в Пхёнчхане (Республика Корея).
Президент Олимпийского комитета России с 29 мая 2018 по 13 ноября 2024 года.
С декабря 2018 года — Член Исполкома Ассоциации национальных Олимпийских комитетов (АНОК), руководитель Комиссии АНОК по образованию и культуре.
С мая 2019 года — Член комиссии по Олимпийской программе Международного олимпийского комитета (МОК),
Соучредитель автономной некоммерческой организации «Сибирский региональный центр фехтования Станислава Позднякова» (Новосибирск).
Член Зала славы Международной федерации фехтования (2014).
Заслуженный мастер спорта СССР (1992) и России (1996).
Полковник Вооружённых Сил РФ.
Лауреат премии Федерации спортивных журналистов России «Серебряная лань» за 2007 год.

## Спортивная карьера
Первый большой успех пришёл к Станиславу Позднякову в 1989 году, когда он стал чемпионом СССР среди юношей в Алма-Ате (Казахская ССР). В следующем году в 16 лет занял пятое место на этапе Кубка мира «Московская сабля».
В 1992 году в составе Объединённой команды стал чемпионом XXV летних Олимпийских игр (Барселона, Испания) в командных соревнованиях. В том же году стал членом сборной России. В 1993 году в Денвере (шт. Колорадо, США) одержал победу на молодёжном чемпионате мира по фехтованию в личных соревнованиях.
Завершил спортивную карьеру в 2008 году.

## Деятельность в ОКР
С 2016 года — первый вице-президент Олимпийского комитета России. Являлся руководителем делегации команды Олимпийских спортсменов из России на Олимпийских зимних играх 2018 года в г. Пхёнчхан. По итогам работы Станислава Позднякова с группой по восстановлению и проверке допинг-тестов спортсменов, которые выступали на Олимпиаде в Пхёнчхане, МОК восстановил статус Олимпийского комитета России, лишённого своих прав по итогам выводов из Доклада Макларена.
C 29 мая 2018 по 13 ноября 2024 года — Президент Олимпийского комитета России. За время его руководства ОКР организовал первый антидопинговый Форум юных олимпийцев при поддержке Олимпийской солидарности МОК, ВАДА и РУСАДА, который прошёл 1 июня 2018 года. Главными задачами форума стали антидопинговая профилактика и продвижение нетерпимого отношения к допингу среди молодых спортсменов, в том числе, кандидатов в Олимпийскую команду России для участия в III летних юношеских Олимпийских играх, которые прошли с 6 по 18 октября 2018 года в г. Буэнос-Айрес (Аргентина).
В ноябре 2018 года на проходящей в Токио Генеральной Ассамблее Ассоциации национальных олимпийских комитетов (АНОК) Президент ОКР Станислав Поздняков был избран руководителем Комиссии по образованию и культуре и по должности вошёл в состав Исполкома АНОК.
В 2019 году в ОКР был сформирован Сектор обеспечения чистоты спорта — новое подразделение для более эффективной работы по формированию устойчивой антидопинговой культуры. Силами его сотрудников, а также представителей РУСАДА были организованы антидопинговые семинары для спортсменов, принимавших участие в I Всемирных пляжных играх.
В мае 2019 года Станислав Поздняков был включён в комиссию по Олимпийской программе МОК. В 2020 году президент ОКР вновь вошёл в обновлённый состав комиссии.
Во время руководства Позднякова ОКР принял комплекс мер, направленных на помощь по восстановлению Всероссийской федерации легкой атлетики (ВФЛА) в своих правах из-за допингового скандала. Так, в начале 2020 года Станислав Поздняков возглавил рабочую группу по восстановлению ВФЛА в World Athletics, ОКР взял на себя часть финансовой нагрузки, выделяя порядка 25 млн руб. в месяц на проведение соревнований, а также поощрение спортсменов призовыми выплатами за участие в турнире «Русская зима 2020» и компенсацией расходов спортсменов за заявки на получение нейтрального статуса в World Athletics.
5 апреля 2024 года Поздняков раскритиковал российских теннисистов, которые собираются выступить на летних Олимпийских играх в Париже в нейтральном статусе. Поздняков написал в телеграм-канале, что «разделяет и поддерживает» позицию президента Всероссийской федерации художественной гимнастики Ирины Винер — ранее она назвала «командой бомжей» россиян, которые выступят на Олимпиаде. Поздняков сделал заявление на фоне дискуссии между Винер и теннисистами:
Единственное, не соглашусь с определением «команда бомжей» конкретно в случае теннисистов, которые большую часть времени живут за рубежом, там же зарабатывают, утверждают при этом, что «играют за себя», осуждают политику своей страны и СВО. Так что правильнее, с моей точки зрения, — «команда иноагентов». Для которой точно не возникнет никаких препятствий представлять на Олимпиаде самих себя.
15 октября 2024 года сообщил об уходе с поста главы Олимпийского комитета России. С 13 ноября 2024 года досрочно прекращены полномочия главы Олимпийского комитета России. 13 декабря 2024 года на ежегодном Олимпийском собрании в Москве президентом ОКР был избран министр спорта России Михаил Дегтярёв.

## Награды
- Орден Александр Невского (17 августа 2023) — за вклад в развитие физической культуры и спорта, многолетнюю добросовестную работу[24].
- Медаль ордена «За заслуги перед Отечеством» II степени (22 мая 2017) — за успешную подготовку спортсменов, добившихся высоких спортивных достижений на Играх XXXI Олимпиады 2016 года в городе Рио-де-Жанейро (Бразилия)[25]
- Орден Дружбы (18 февраля 2006) — за большой вклад в развитие физической культуры и спорта и высокие спортивные достижения[26]
- Орден «За заслуги перед Отечеством» IV степени (19 апреля 2001) — за большой вклад в развитие физической культуры и спорта, высокие спортивные достижения на Играх XXVII Олимпиады 2000 года в Сиднее[27]
- Орден Почёта (6 января 1997) — за заслуги перед государством и высокие спортивные достижения на XXVI летних Олимпийских играх 1996 года[28]
- Орден Дружбы народов (6 октября 2023, Республика Башкортостан)[29].

## Хобби
В своих интервью главным хобби Станислав Поздняков называет альпинизм. Первое восхождение совершил в 2008 году на Алтае с 2400 до 3500 метров. С тех пор регулярно покоряет вершины, в том числе:
- 28 августа 2012 года — восхождение на пик Ленина (7134 м)[31]
- 8 августа 2014 года — восхождение на пик Евгении Корженевской (7105 м)[32]
- 2015 год — восхождение на гору Белуха
- 2016 год — восхождение на гору Эльбрус
- 2016 год — восхождение на стратовулкан Казбек

## Семья
Жена Анастасия Борисовна Позднякова (в браке с 1993 года) — мастер спорта РФ по фехтованию.
Дочь София (род. 1997) — российская фехтовальщица на саблях. Двукратная чемпионка Европы в командном первенстве (2018 и 2019), чемпионка мира в личном первенстве (2018), чемпионка мира в командном первенстве (2019), призёр чемпионатов мира и Европы, двукратная Олимпийская чемпионка (2021).
Дочь Анна (род. 2000) — российская баскетболистка, член сборной России по баскетболу 3×3 U23. Чемпионка мира по баскетболу 3×3 в первенстве до 23 лет (2018).